# Montlaur-en-Diois
 Montlaur-en-Diois  es una población y comuna francesa, en la región de Ródano-Alpes, departamento de Drôme, en el distrito de Die y cantón de Luc-en-Diois.

## Demografía
| 136 | 129 | 109 | 88 | 80 | 116 |
| Para los censos de 1962 a 1999 la población legal corresponde a la población sin duplicidades (Fuente: INSEE [Consultar]) |     |     |    |    |     |